# Helen (Film)
Helen ist ein Film von Sandra Nettelbeck aus dem Jahr 2009 über eine schwerdepressive Frau mit Ashley Judd in der Hauptrolle. Der Film wurde in Vancouver gedreht.

## Handlung
Die Musikprofessorin Helen hat eigentlich alles, was man sich wünschen kann: Einen Mann, der sie liebt, und eine 13-jährige Tochter. Doch das alles wird überschattet von einer schweren Depression, die sie fast in den Selbstmord drängt. Die Krankheit treibt die Familie immer weiter auseinander, bis Helen sich von Ehemann, Tochter und Freunden abwendet. Die einzige Person, die sie zu dieser Zeit noch zu verstehen scheint, ist eine ihrer Studentinnen, Mathilda, die selbst unter Depression leidet. Zusammen gründen sie eine Art Zweck-WG, in der sich beide gegenseitig beistehen können.

## Kritiken
„Helen ist ein Frauenporträt, das von seiner Hauptdarstellerin lebt. Es funktioniert stellenweise fast ausschließlich über ihre Mimik. Ashley Judd ist zwar in der Lage, die schwere Thematik zu stemmen und lotet mit ihrem körperlich intensiven Spiel den Grenzbereich zwischen Verzweiflung und Resignation aus. Der Film bleibt dabei aber auf Distanz zu seiner Protagonistin. Obwohl sich Helen gerade mit einem psychologischen Problem beschäftigt, bietet Sandra Nettelbeck keinen Blick ins Innere der Psyche ihrer Hauptfigur an, sondern bleibt bei der Außensicht und lässt damit Raum für Reflexion.“

Die Deutsche Film- und Medienbewertung FBW in Wiesbaden verlieh dem Film das Prädikat besonders wertvoll.

## Anmerkung
Sandra Nettelbeck drehte den Film, um auf die Depression als Krankheit aufmerksam zu machen, da sie als solche in der Öffentlichkeit oft nicht wahrgenommen werde.